# Swind
Swind（スインド）は、日本の小説家、漫画原作者、名古屋めし専門料理研究家、YouTuber。2024年1月より、名古屋のタレント事務所TYK Promotionと業務提携している。
なお、文芸作品には神凪唐州（かんなぎからす）の名義を使用している。

## 略歴
愛知県名古屋市出身・在住。小説投稿サイト「小説家になろう」で連載していた『異世界駅舎の喫茶店』が第4回ネット小説大賞を受賞し、2016年に小説家デビューする。
2017年より、名古屋めし専門の料理研究家・専門家として活動をはじめ、メディア出演しているほか、名古屋グルメ専門のキュレーションサイトではレシピライターとして活動している。

## 作品
文芸名義の神凪唐州を初めて使用したのは『大須裏路地おかまい帖』であり、それ以前に発表された『異世界駅舎の喫茶店』はSwind名義で刊行している。また、漫画原作はSwindを使用、レシピ本についてはSwindと神凪唐州を併記している。
小説
- 異世界駅舎の喫茶店（宝島社、2016年 / 宝島社文庫、2018年）
- 異世界駅舎の喫茶店 小さな魔女と記憶のタルト（宝島社、2017年 / 宝島社文庫、2018年）
- 大須裏路地おかまい帖 あやかし長屋は食べざかり（宝島社文庫、宝島社、2018年）
- 名古屋四間道・古民家バル きっかけは屋根神様のご宣託でした（ポルタ文庫、新紀元社、2019年）
- 屋上屋台しのぶ亭 〜秘密という名のスパイスを添えて〜（マイナビ出版ファン文庫、マイナビ出版、2020年）

漫画原作
- 異世界駅舎の喫茶店（作画：神名ゆゆ、MFC、KADOKAWA）
- うみゃーがね!名古屋大須のみそのさん（作画：くりきまる、アクションコミックス、双葉社）

その他
- でらうまカンタン! 名古屋めしのレシピ（新紀元社、2018年）

## 連載
- 達人に訊け！『名古屋めし料理家Swindの「超簡単！おうち名古屋めしの教科書」』（中日新聞Web）[5]